# Loučka u Bílska

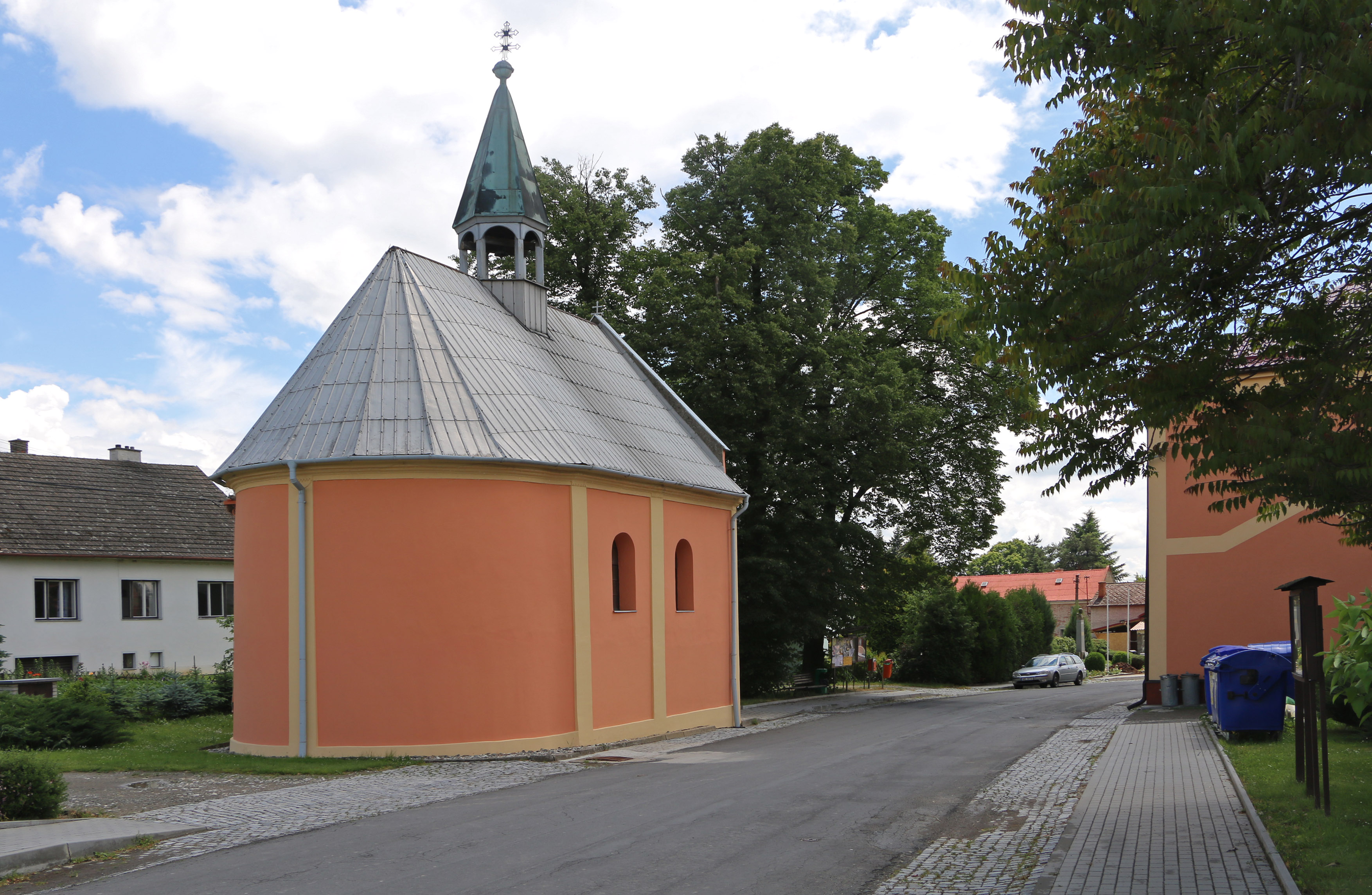
Kapelle St. Johannes der Täufer

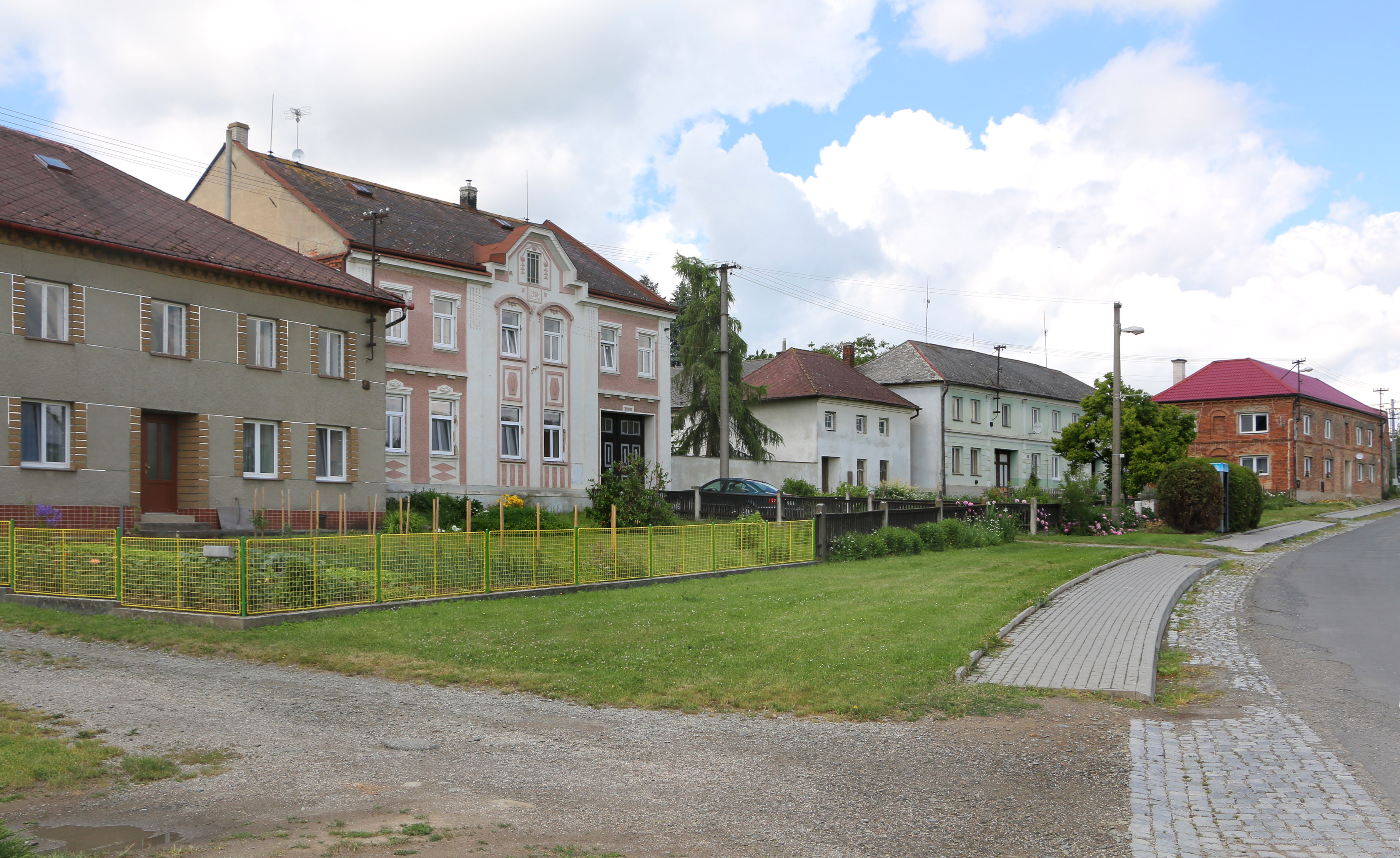
Dorfpartie

Loučka (deutsch Lautschka, auch Lauczka, früher Burkersdorf) ist eine Gemeinde in Tschechien. Sie liegt acht Kilometer südwestlich von Litovel und gehört zum Okres Olomouc.

## Geographie
Loučka befindet sich im Nordosten des Drahaner Berglandes im Quellgebiet des Flüsschens Cholinka. Nördlich liegt das Tal des Flüsschens Loučka. Im Norden erhebt sich die Baterie (387 m), nordöstlich der Rampach (418 m), im Osten der Vršky (401 m), südlich die Skalky (356 m), im Südwesten die Kamenice (522 m), westlich der Dubový vrch (502 m) sowie im Nordwesten die Dřínová (403 m).
Nachbarorte sind Na Pile, Hradečná, Měrotín und Nová Ves im Norden, Hliník, Chudobín, Kluzov und Myslechovice im Nordosten, Cholinský Dvorek und Cholina im Osten, Odrlice und Senička im Südosten, Bílsko, Pratná und Vilémov im Süden, Polomí im Südwesten, Nové Pole, Luká, Ješovský Dvůr, Březina und Ješov im Westen sowie Slavětín und Savín im Nordwesten.

## Geschichte
Die erste Erwähnung von Louczka alias Burckersdorf erfolgte in einer Nachricht, wonach der Hradischer Abt Augustin (1336–1350) das Dorf lebenslang Milota von Chorin überließ. Am 27. Oktober 1348 kaufte das Olmützer Kapitel für 200 Pfund Matěj von Seničky dessen jährliche Einkünfte von 15½ Pfund aus den Dörfern Parvo Sienicz, Czakaw (Cakova) und Lucka ab. Im Jahre 1393 wurde der Ort als Birkersdorf und 1399 als Parva Luczka bezeichnet. Aus dem 15. Jahrhundert liegen keinerlei Informationen über das Dorf vor, was vermuten lässt, das der Ort zu Beginn der Hussitenkriege verödet sein könnte. Weitere Nachrichten über Laučka bzw. Laucžka stammen aus der Zeit ab 1502. Im Jahre 1508 wurde der Ort Purkartsdorf alias Parva Luczka genannt. Das Dorf bestand im Jahre 1516 aus zehn Anwesen. Ab 1527 wurde der Ort Malá Loučka genannt. 1575 war das Dorf auf 18 Anwesen angewachsen.
Im Jahre 1589 verkaufte das Olmützer Metropolitankapitel das Dorf an Wenzel Gajowsky von Gaja und Galen (Václav Gájovskému z Gáje a Galení), der es seiner Herrschaft Chudobin zuschlug. Über dessen Witwe Katharina gelangte der Besitz an Albrecht Bukuvky von Bukuvka. Weitere Namensformen waren Loučky (1581), Pürckesdorf (1592), Burgersdorf (1614), Lúčka (1626), Lauczka bzw. Purkerdorf (1631), Burksdorf (1636), Burgstorff (1641), Lucka (1672), Lauka (1676), Lautcžka (1718), Burkersdorf bzw. Luczka (ab 1720), Lauczka (1751), Lautzka (1787), Birkersdorf (ab 1793), Pirkersdorf bzw. Ločka (ab 1798) und Lautschka (ab 1846). Nach der Schlacht am Weißen Berg erwarb Adam Bees von Werchels und Rosenberg 1622 die Herrschaft und vereinigte sie 1629 mit Vilémov. Die Matriken werden seit 1631 in Cholina geführt. Nachfolgende Besitzer waren ab 1652 der Olmützer Kreishauptmann Johann Balthasar Vetter von der Lilie, ab 1659 Anna Polyxena Skrbenská von Hříště, ab 1661 der Olmützer Kanoniker Lorenz Johannes Rudawski (Laurentio Ioanne Rudawski, Vavřinec Jan Rudawský), ab 1671 Andreas Leopold Volčínský von Volčín und ab 1685 Anna Katharina Leopoldine von Witten sowie deren Sohn Rudolf Christoph Przemysl. Das älteste Ortssiegel stammt von 1672; es zeigt einen Hahn und trägt die Umschrift PECET OBCY LUCZKEY. Im Hufenregister von 1677 sind für den Ort weiterhin 18 Anwesen ausgewiesen, von denen jedoch nur fünf bewirtschaftet waren. 1733 erbte Franz Reginald von Andlern den Besitz. Er verkaufte 1744 seinen Untertanen ihre Grundstücke als erblichen Besitz. Im Jahre 1790 bestand der Ort aus 20 Häusern.
1802 erwarb Franz Xaver Tersch die Herrschaft. Sein Sohn ließ das neue Schloss Chudobin errichten. 1846 lebten in den 47 Häusern des Ortes 305 Personen. Bis zur Mitte des 19. Jahrhunderts blieb das Dorf immer nach Chudobin untertänig.
Nach der Aufhebung der Patrimonialherrschaften bildete Loučka/Lautschka ab 1850 eine Gemeinde in der Bezirkshauptmannschaft Littau. Ab 1881 wurde der deutsche Name Lauczka verwendet. 1900 bildete sich eine Molkereigenossenschaft, die im selben Jahre eine Molkerei in Betrieb nahm. 1902 entstand die Straße nach Bílsko. Im selben Jahre gründete sich die Freiwillige Feuerwehr. 1912 wurde die Schule für einen zweiklassigen Unterricht erweitert. Im Jahre 1921 hatte die Gemeinde 488 Einwohner, 1930 waren es 462. Der Bau er Verbindungsstraße nach Slavětín erfolgte zwischen 1923 und 1926. Im Jahre 1928 wurde der Ort elektrifiziert. Während der deutschen Besetzung wurde das Dorf als Lautschka bezeichnet. 1960 erfolgte der Bau einen großen Rinderstalles. Nach der Auflösung des Okres Litovel kam die Gemeinde 1961 zum Okres Olomouc und wurde zugleich nach Bílsko eingemeindet. 1980 erfolgte die Eingemeindung nach Cholina. Mit Beginn des Jahres 1991 löste sich Loučka wieder von Cholina los und bildete eine eigene Gemeinde. Seit 2006 führt Loučka ein Wappen und Banner.

## Gemeindegliederung
Für die Gemeinde Loučka sind keine Ortsteile ausgewiesen.

## Sehenswürdigkeiten
- Kapelle Johannes des Täufers auf dem Dorfplatz, erbaut 1838 von Eustach Kuchař anstelle eines hölzernen Glockenturmes, sie wurde im Jahre 2010 instand gesetzt
- T.G. Masaryk-Büste auf dem Dorfplatz, gefertigt im Jahre 1919 aus rotem Horschitzer Sandstein
- Gedenktafel für die Opfer beider Weltkriege
- Stauweiher, angelegt 2005